# Philippe Delamain
Pour les articles homonymes, voir Delamain.
Philippe Delamain, né le 7 août 1847 à Jarnac (Charente) et mort le 22 avril 1902 à Saint-Brice (Charente), est un chef d'entreprise, archéologue et historien français. 
Entre 1889 et 1893, il fouille une nécropole mérovingienne exceptionnelle sur le site d'Herpes, commune de Courbillac (Charente).

## Biographie

### Enfance et milieu
Philippe Delamain est le fils de l'entomologiste Henry Delamain et le petit-fils de Louis Gabriel Admyrauld. La famille Delamain est une famille de notables protestants charentais, propriétaire de la maison de cognac Delamain - qui persiste jusqu'à aujourd'hui comme producteur d'un cognac de haute qualité, descendante de James Delamain, réfugié huguenot en Irlande. Son fils Robert Delamain, né le 22 novembre 1879 à Jarnac, hérite de sa passion pour l´histoire de la Charente.

### Archéologue
En janvier 1886, des cultivateurs trouvent dans un champ de luzerne des perles, des haches et des fibules. Ils font part de leur découverte à Philippe Delamain. Encouragé par la société archéologique locale et par Alexandre Bertrand du musée d'Archéologie nationale de Saint-Germain-en-Laye, il achète aux propriétaires le droit d'explorer le cimetière de Courbillac.
En 1890, une zone de 400 mètres sur 20 a été dégagée, dans une marne crayeuse, jusqu'à deux mètres de profondeur. Philippe Delamain s'entoure d'ouvriers locaux et s'implique passionnément dans l'excavation des tombes, notant méthodiquement les objets découverts dans son journal.
Dans les sépultures, ni sarcophages, ni cercueils, mais Philippe Delamain mentionne des restes d'étoffes grossières. De grandes dalles de pierre sont parfois présentes.
Les squelettes sont allongés sur le dos, la tête en direction du couchant.
Philippe Delamain trouve dans les tombes masculines des couteaux avec leurs fourreaux en cuir ou bois, des boucles de fer, argent ou bronze, des fers de lance, des scramasaxes et autres haches. Dans les tombes féminines, il découvre davantage d'orfèvrerie et d'objets de la vie quotidienne. Fils d'or signalant des voiles, boucles d'oreille avec perles de verre et d'ambre, fibules en argent doré ou en bronze, en forme d'oiseaux ou d'autres animaux. D'autres bijoux, comme des bracelets, des boucles, des châtelaines avec ciseaux de fer et pinces à épiler en bronze. Plus de 1 600 sépultures ont été étudiées.

### La Collection Delamain
Une grande partie de la collection est rachetée en 1901 par Edouard Guilhou, via le marchand parisien Houzeau, est acquise en 1905 par le British Museum, via Rollin & Feuardent,. Le trésor de Herpes est toujours présent dans les collections du musée londonien. Philippe Delamain conserve alors quelques objets chéris, qui sont revendus à sa mort à divers collectionneurs.
Le collectionneur allemand Johannes von Diergardt acquiert une partie des pièces encore sur le marché en 1906, et en donne une partie au musée de Préhistoire et de Protohistoire  à Berlin et à son Musée de l'Empereur Frédéric à Cologne - aujourd'hui musée romain-germanique. La collection de Berlin est perdue durant la Seconde Guerre mondiale
Dans le musée Pierpont-Morgant de New York est présenté une dizaine de pièces de la collection de Philippe Delamain.
On peut regretter que presque aucun musée français ne possède une partie du résultat de ses fouilles, rien ne se trouve à Saint-Germain-en-Laye. Seul, le musée de la Société archéologique et historique de la Charente à Angoulême conserve un petit nombre d'objets. De plus, les méthodes d'investigations archéologiques du XIXe siècle, et a fortiori par un particulier sur un site en province, ne suivent pas les protocoles du XXIe siècle. La recherche se poursuit, tentant de reconstituer les découvertes réalisées par Philippe Delamain. Un appel aux chercheurs par une chercheuse du British Museum a été lancé en 1988 pour rassembler les informations éparses.

### Historien
Les tombes sont situées de chaque côté d'une voie romaine qui rejoignait la via Agrippa de Sainte-Limoges-Lyon, qui passe alors à moins de trois kilomètres au sud.
L'exemple n'est pas unique dans la région. Entre Saintes et Angoulême une série de cimetières à rangées est signalé. Cela suggère que la population gallo-romaine charentaise avait accueilli dès le début du VIe siècle un important élément franc.
Philippe Delamain suppose que la présence de monnaie pseudo-byzantine, et païenne et l'absence de monnaie de la dynastie mérovingienne (et exclusivement chrétienne) laisse supposer que le site d'Herpes a été utilisé sous le règne de Clovis, lors des avancées franques sur le territoire wisigoth (507), et non après la bataille de Poitiers sur le territoire berbéro-musulman (732). Les bijoux ont un caractère encore germanique, et non latin. Salomon Reinach du musée de Saint-Germain en Laye écrit à Philippe Delamain au sujet du nom du site : « Je suis porté à voir dans Herpes un nom germanique. On trouve, en effet, en Allemagne des villes appelées Herpa, Herpley, Herpel, Herper, Herpesdorf, Herpf. Vous auriez donc eu à Herpes une population franque assez importante ».
La présence d'objets d'influence anglo-saxonne interroge les spécialistes. Exogamie, émigration en provenance du Kent, contacts commerciaux ?

## Décoration
- Chevalier de la Légion d'honneur, 11 juillet 1900[8]

## Publications
Livres
- Un cimetière mérovingien à Herpes (Charente), La Rochelle : Impr. de N. Texier, Collection : Publication de la Société des archives historiques de la Saintonge et de l'Aunis, 1890[9]
- Éducations de perruches Palliceps... Lettre adressée à M. le Directeur du Jardin d'acclimatation par M. Philippe Delamain, Extrait du Bulletin de la Société d'acclimatation, octobre 1875, Paris : impr. de E. Martinet, (1875)[10]
- Le cimetière d'Herpes, fouilles et collection Ph. Delamain, Extrait du Bulletin et Mémoires de la Société archéologique et historique de la Charente, 6e série, T. Ier, 1890-1891, Angoulême : L. Coquemard, 1892[11]

Éditeur scientifique
- Inventaire des meubles du château de Jarnac, dressé le 29 novembre 1762 et jours suivants..., Niort, 1900.